# Büsum
Büsum is een plaats in de Duitse deelstaat Sleeswijk-Holstein, en maakt deel uit van de Kreis Dithmarschen.
Büsum telt 4.911 inwoners.

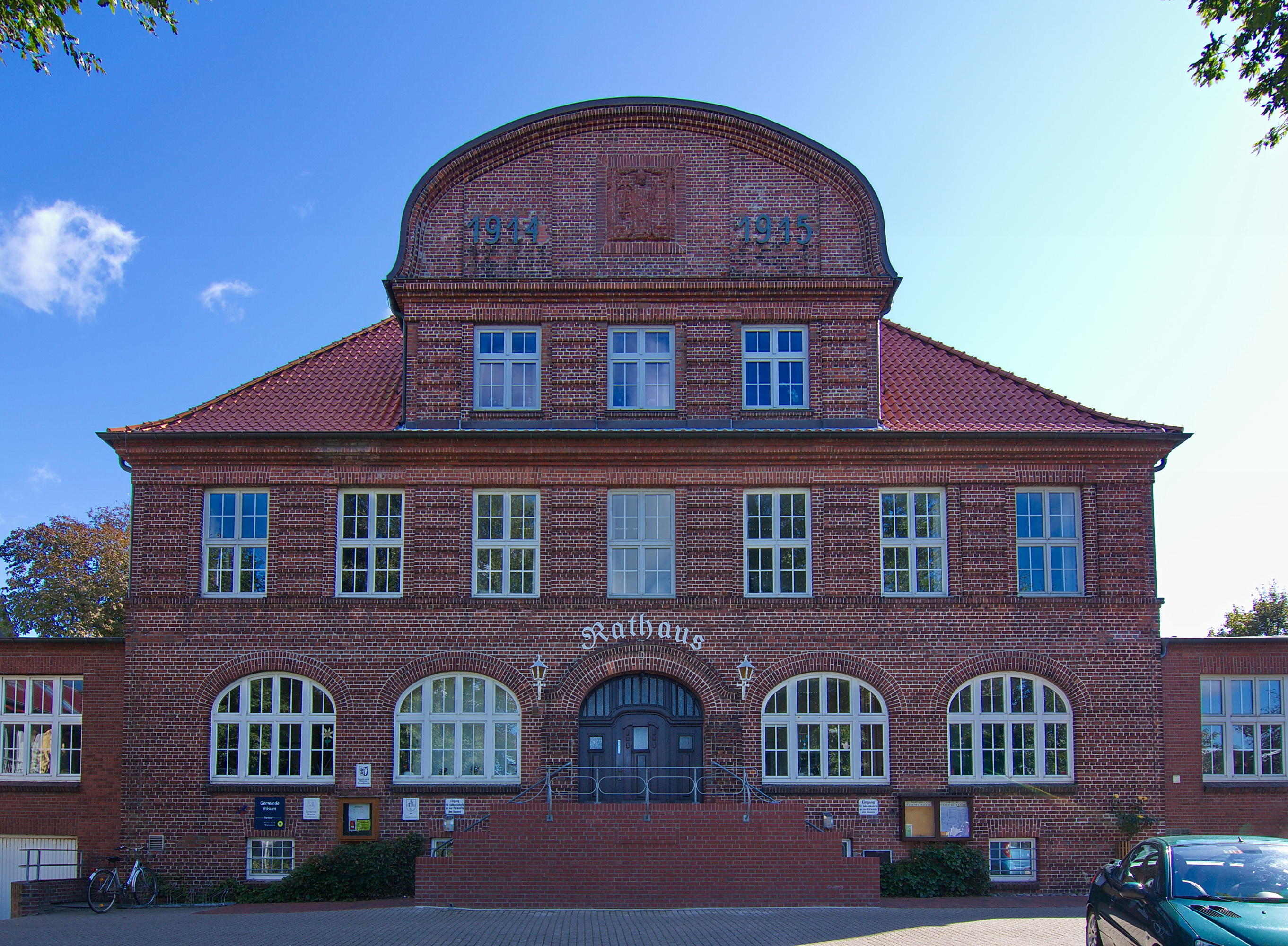
Gemeentehuis (bouwjaar 1915)
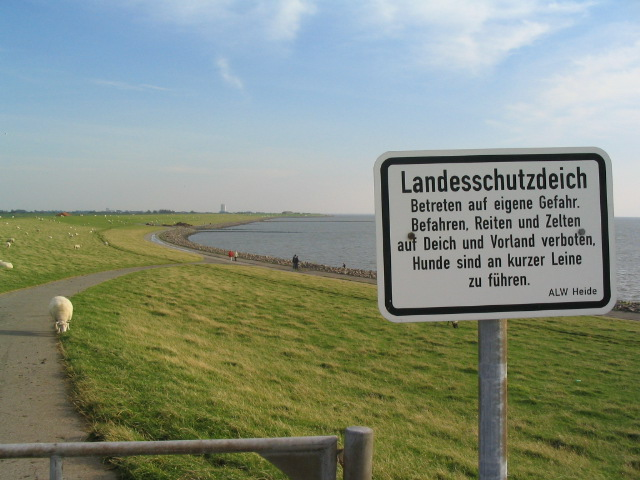
Waddenzeedijk bij Büsum

## Geografie

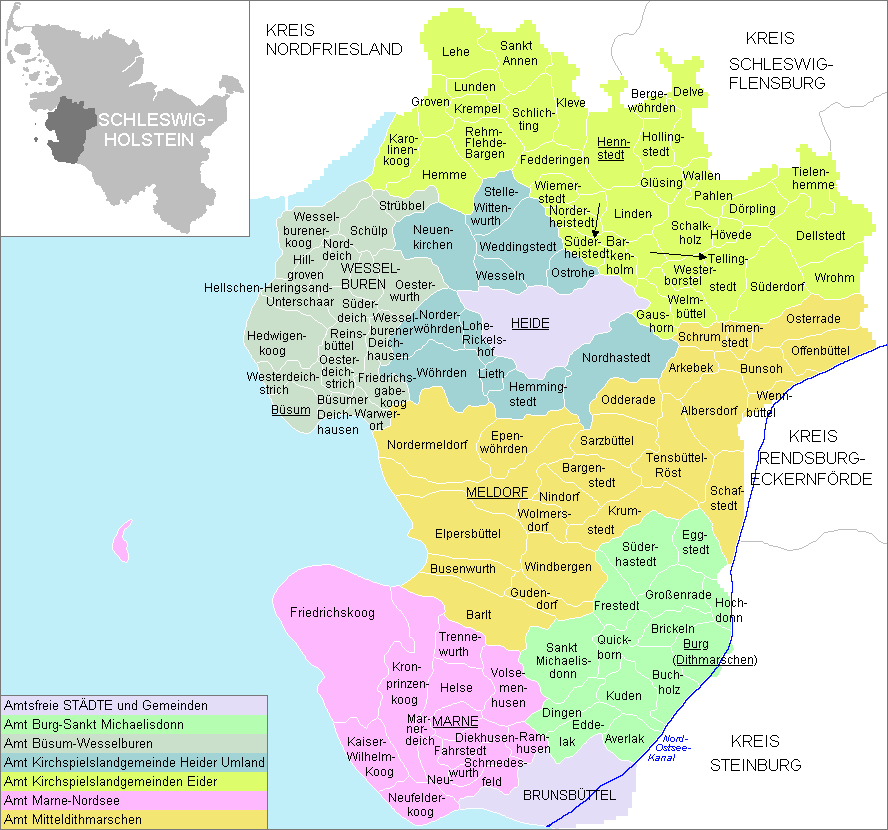
De Kreis Dithmarschen. Büsum ligt aan zee, in het noordwesten.
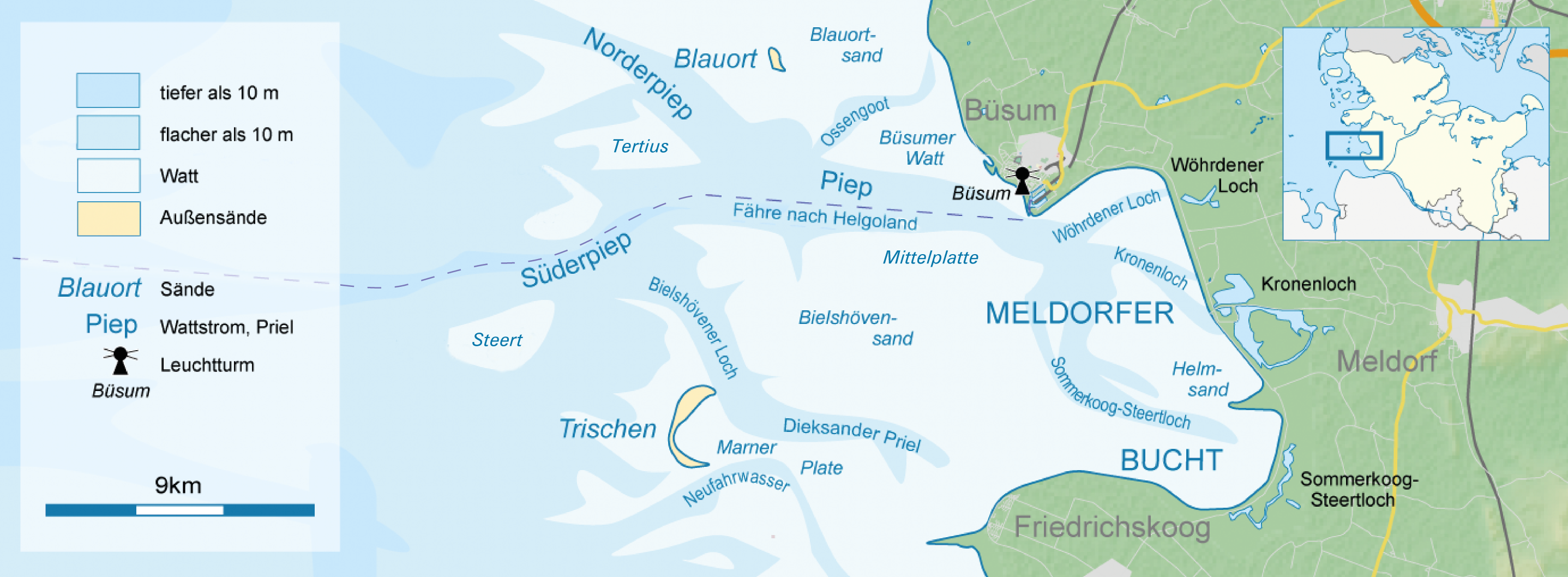
De Meldorfer Bucht
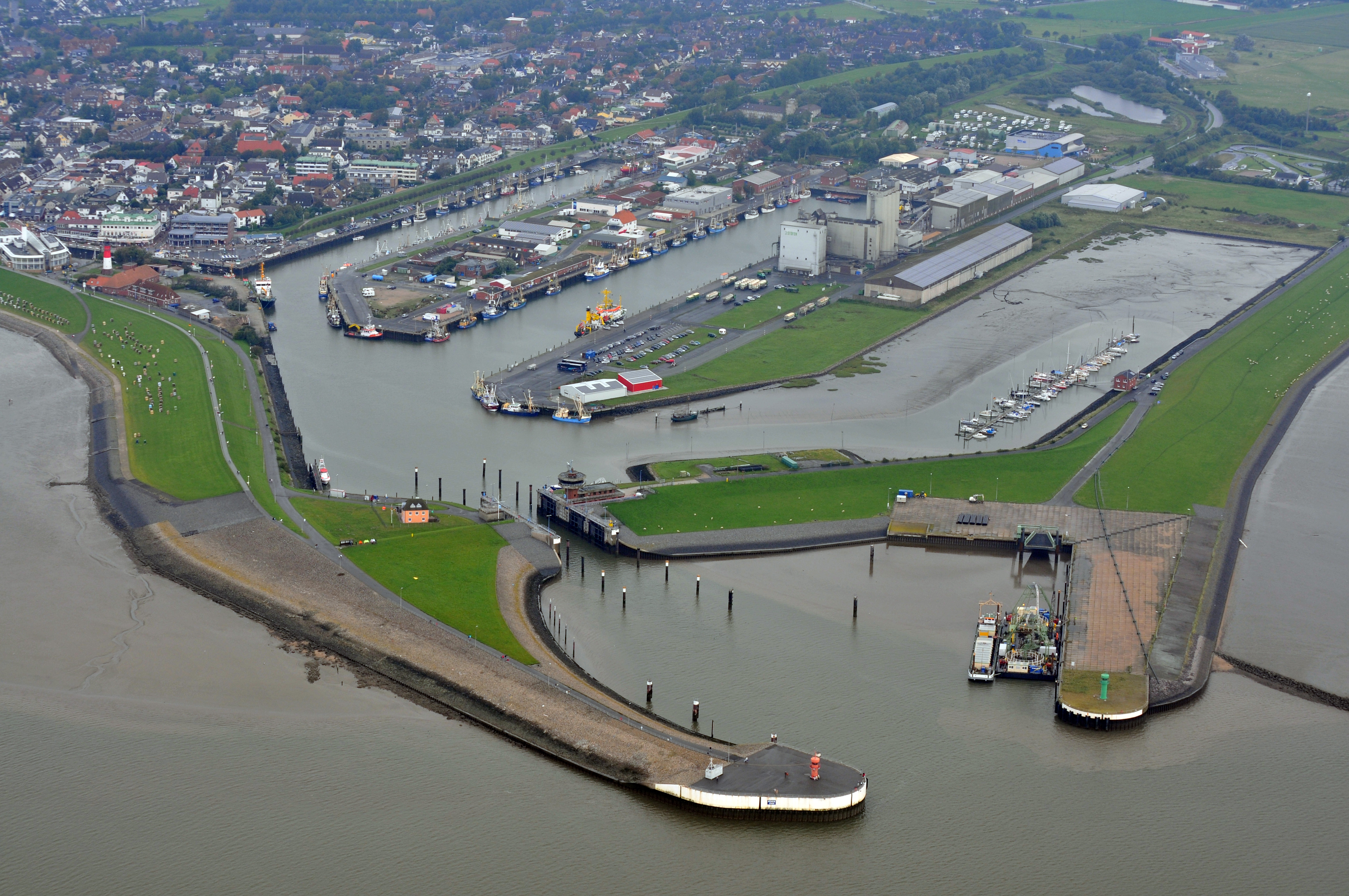
De haven van Büsum

Büsum ligt in het westen van de Kreis Dithmarschen. Zie bovenstaande kaart voor de situering en voor de buurgemeentes.

### Infrastructuur
Büsum is een stadje met een niet onbelangrijke haven aan de Waddenzee. Een westwaarts lopende vaargeul tussen de ondieptes van het wad, de Piep, verbindt de haven met de open zee. Voor de havenkom ligt een stormvloedkering, die bij gevaarlijk hoogwater gesloten wordt. De grote reddingboot van het reddingsstation Büsum wordt dan even buiten de haven aangemeerd. Ten zuiden van Büsum ligt een inham van de Waddenzee, de Meldorfer Bucht.
- De Bundesstraße 203 loopt van de westkust van Sleeswijk-Holstein naar de oostkust en begint dichtbij Büsum.
- De Autobahn A23 begint te Heide, circa 17 km ten noordoosten van Büsum. Op afrit 2 Heide-West kruist deze weg de B 203 en op afrit 3, bij Heide, de Bundesstraße 5. Dat is een belangrijke noord-zuidverbinding van Denemarken richting Hamburg en de grens met Polen.
- Station Büsum is het eindpunt van de spoorlijn Heide - Büsum. Er bestaat met Heide ook een streekbusverbinding.
- Op 5 km ten noordoosten van Büsum bevindt zich een klein vliegveld. Deze Flugplatz Heide-Büsum ligt in de gemeente Oesterdeichstrich. Het vliegveld heeft één geasfalteerde start- en landingsbaan van 720 m lengte en 23 m breedte. De ICAO-code luidt EDXB, de IATA-code luidt HEI. De geografische coördinaten van het veld luiden: 54° 9′ 20″ noorderbreedte en 8° 54′ 10″ oosterlengte. Het veld ligt op ongeveer 2 m (7 ft) boven de zeespiegel. Vanaf dit vliegveld kan men met kleine lijnvliegtuigen naar het eiland Helgoland reizen.
- Büsum heeft ook een veerverbinding met Helgoland. De veerboot vaart alleen 's zomers.

## Geschiedenis

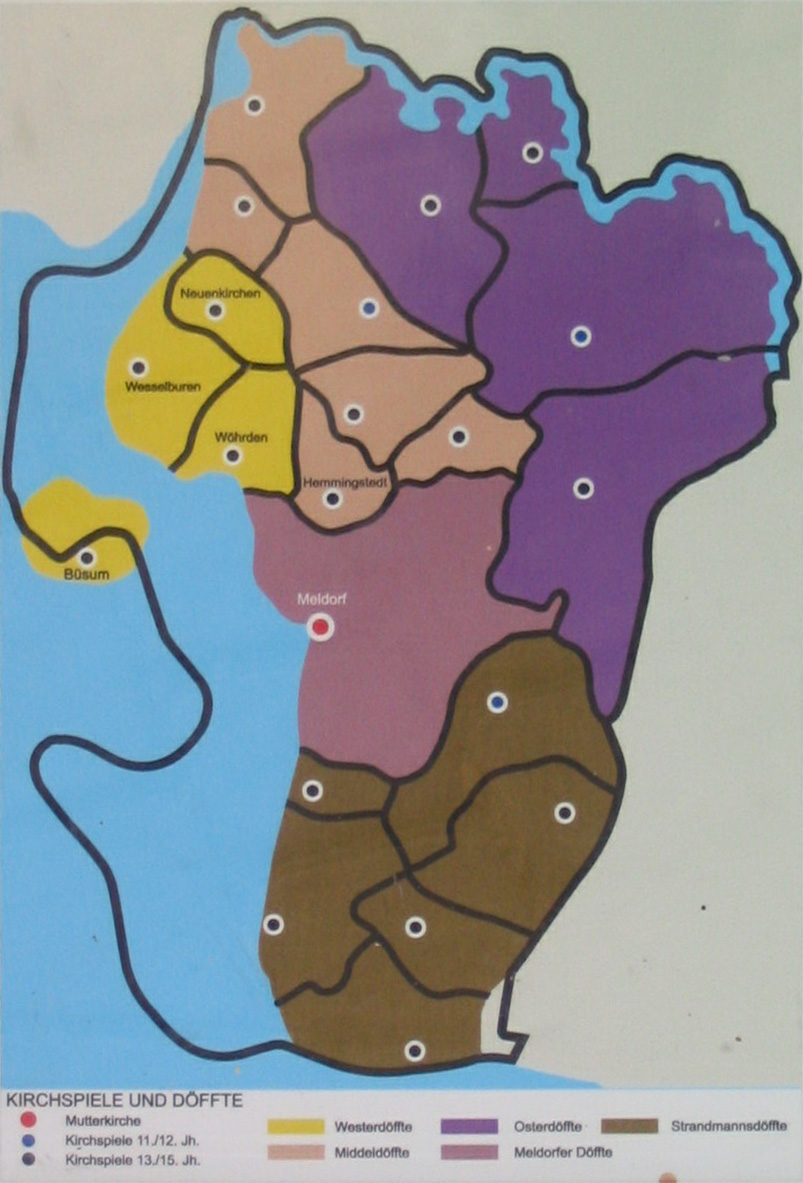
Kaart van de kerspelen van Dithmarschen aan het eind van de middeleeuwen. In zwart de huidige kustlijn. Duidelijk is te zien, dat Büsum, in het uiterste westen, op een eiland lag.

Büsum, gelegen in Dithmarschen, ontstond in de middeleeuwen als terpdorp op een waddeneiland, waarvan de zuidelijke helft in de loop der eeuwen door stormvloeden verloren ging. Vooral de Allerheiligenvloed (1532) was rampzalig. Deze ramp en de daaropvolgende hongersnood (alle akkers en weilanden waren overstroomd geweest met zout zeewater en in het jaar daarna onbruikbaar) eisten in Büsum meer dan 300 mensenlevens. Aan de noordzijde vond vanaf de 16e eeuw landaanwinning door inpoldering plaats. Vanaf 1585 was Büsum door de zogenaamde Wardamm met het vasteland verbonden. De heersende hertogen van het Huis Sleeswijk-Holstein-Gottorp hadden deze en andere waterbouwkundige werken in de streek sterk bevorderd. De plaats werd nadien o.a. nog door de Kerstvloed van 1717 geteisterd.
In 1825 had Büsum opnieuw veel te lijden van een nieuwe grote stormvloed. Vanaf plm. 1833 kwam te Büsum het strandtoerisme op, en de plaats werd een kuuroord (Seeheilbad). Vanaf 1867 lag de plaats in Sleeswijk-Holstein.
Van 1902 tot 1986 was te Büsum een scheepswerf gevestigd, die naast visserijschepen met name in de laatste 15 jaar van haar bestaan ook middelgrote zeeschepen bouwde, en tevens schepen repareerde.
In de periode van Adolf Hitlers Derde Rijk had de nazi-partij NSDAP veel aanhang te Büsum. De werken van de uit de regio afkomstige, fel antisemitische schrijver en literatuurhistoricus Adolf Bartels (1862-1945) werden veel gelezen en waren zeer populair. Twintig jaar later, in 1965, kwam de plaats hierdoor nog in opspraak. Aan de middelbare school van de plaats hadden drie leraren nog het gedachtegoed van het nationaalsocialisme onderwezen. Deze ontkenners van de Holocaust werden geschorst, nadat de kwestie wijd en zijd in de publiciteit was geraakt.

## Economie
Büsum vormt een badplaats en toeristisch centrum, waar in 2002 1,6 miljoen mensen overnachtten (vrijwel alleen Duitsers).

### Garnalenvisserij
Sinds eind 19e eeuw zijn vissers uit Büsum actief in de zeevisserij op garnalen. In 1898 werd de Büsumer Fischereigesellschaft opgericht, die in de jaren 1940 haar hoogtijdagen had met in 1948 136 schepen, maar in 2008 nog slechts 20 schepen bezat. Het grootste deel van de schepen in de haven komt nu uit Friedrichskoog, Denemarken en Nederland. De vangst van noordzeegarnalen voor de westkust van Sleeswijk-Holstein nam sedert 1948 af. Na 2017 trad een licht herstel in. De belangrijkste afnemers van de garnalen (ongeveer 90%) zijn de Nederlandse garnalenverwerkers Heiploeg (die de Büsumer Fischereigesellschaft heeft opgekocht) en Klaas Puul. Tot de jaren 1960 werden de garnalen vaak thuis gepeld door Büsumse huisvrouwen, tegenwoordig gebeurt dit in verband met strengere hygiëneregels vaak in lage lonenlanden als Marokko. Sinds de recentelijke uitvinding van de garnalenpelmachine door de Nederlandse uitvinder Klaas Kant bevinden zich sinds plm. 2011 twee van deze machines in Büsum. Sedert 2017 voldoet de vissersvloot van Büsum aan de voorwaarden voor het MSC-keurmerk voor duurzame visserij.

## Bezienswaardigheden

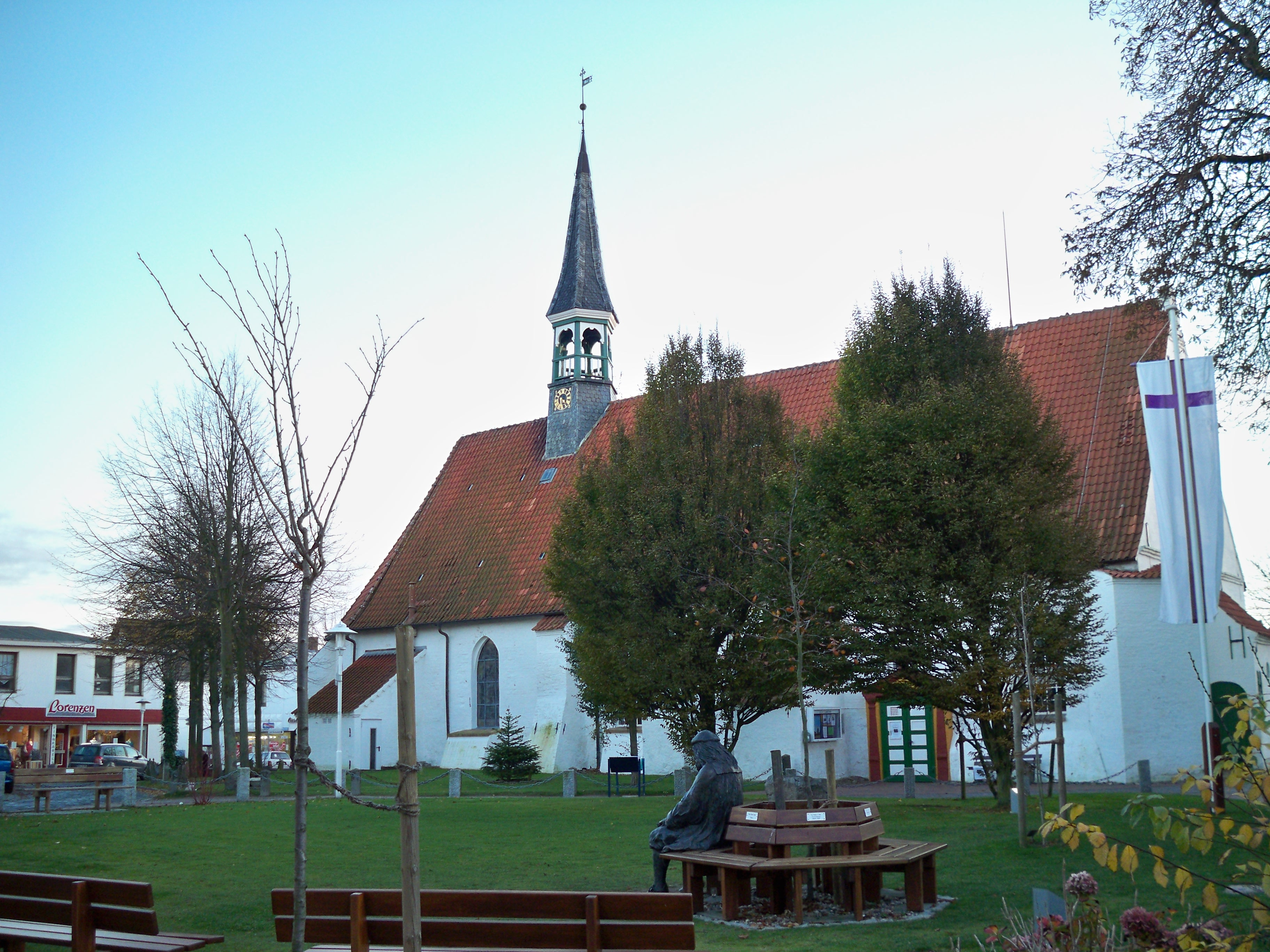
De St. Clemenskerk te Büsum
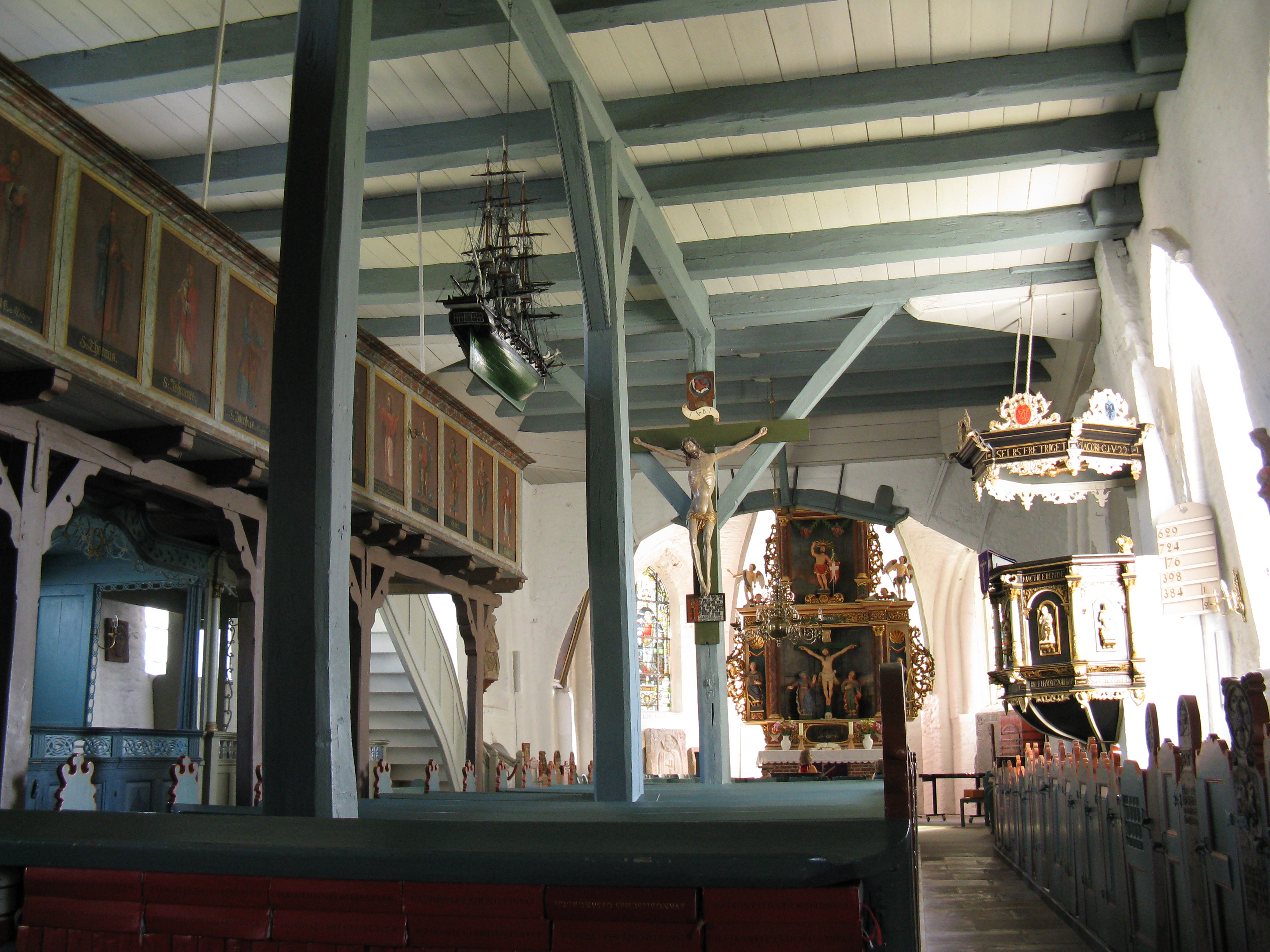
Interieur van deze kerk
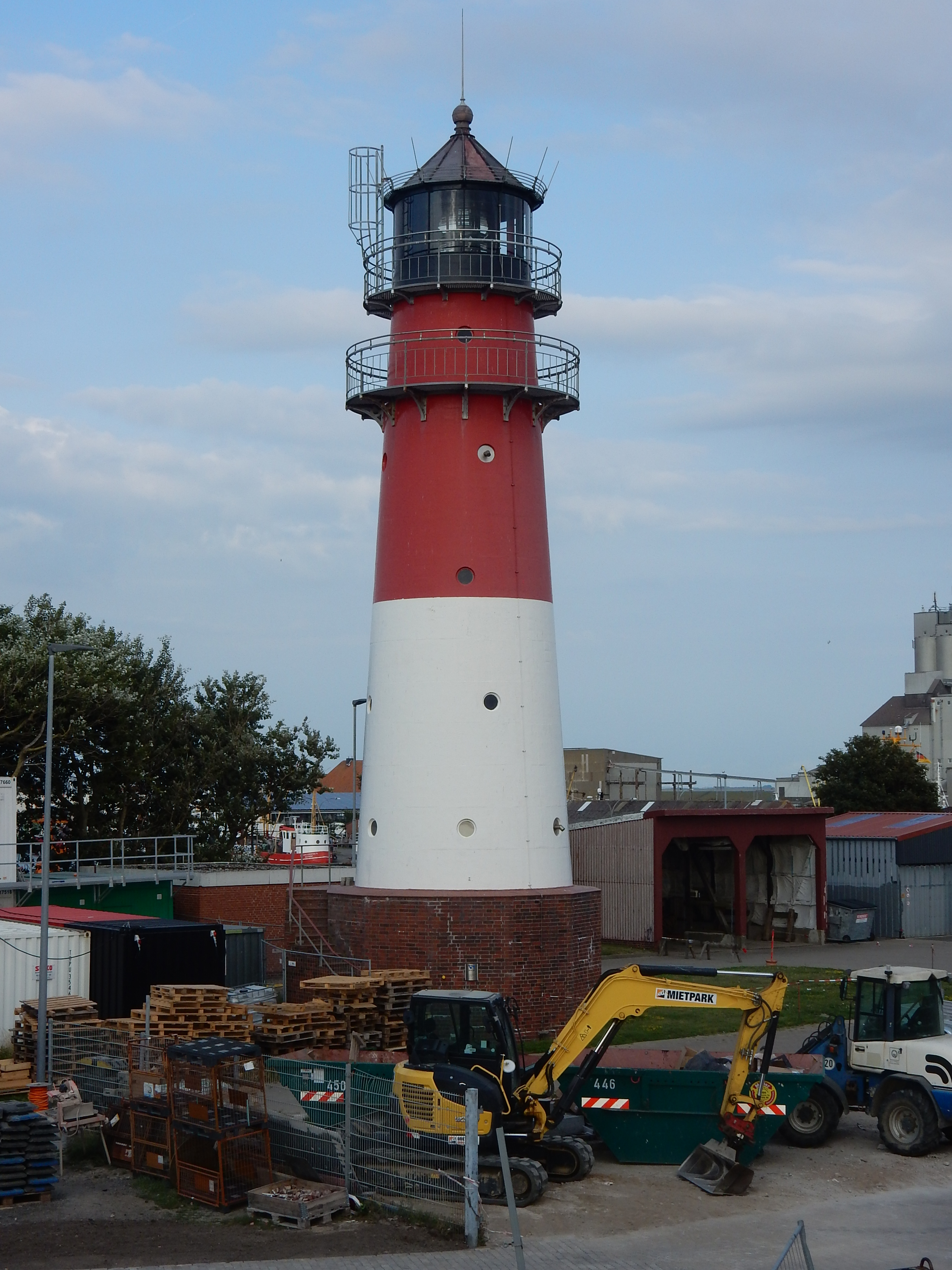
De 22 m hoge vuurtoren van Büsum (1913)
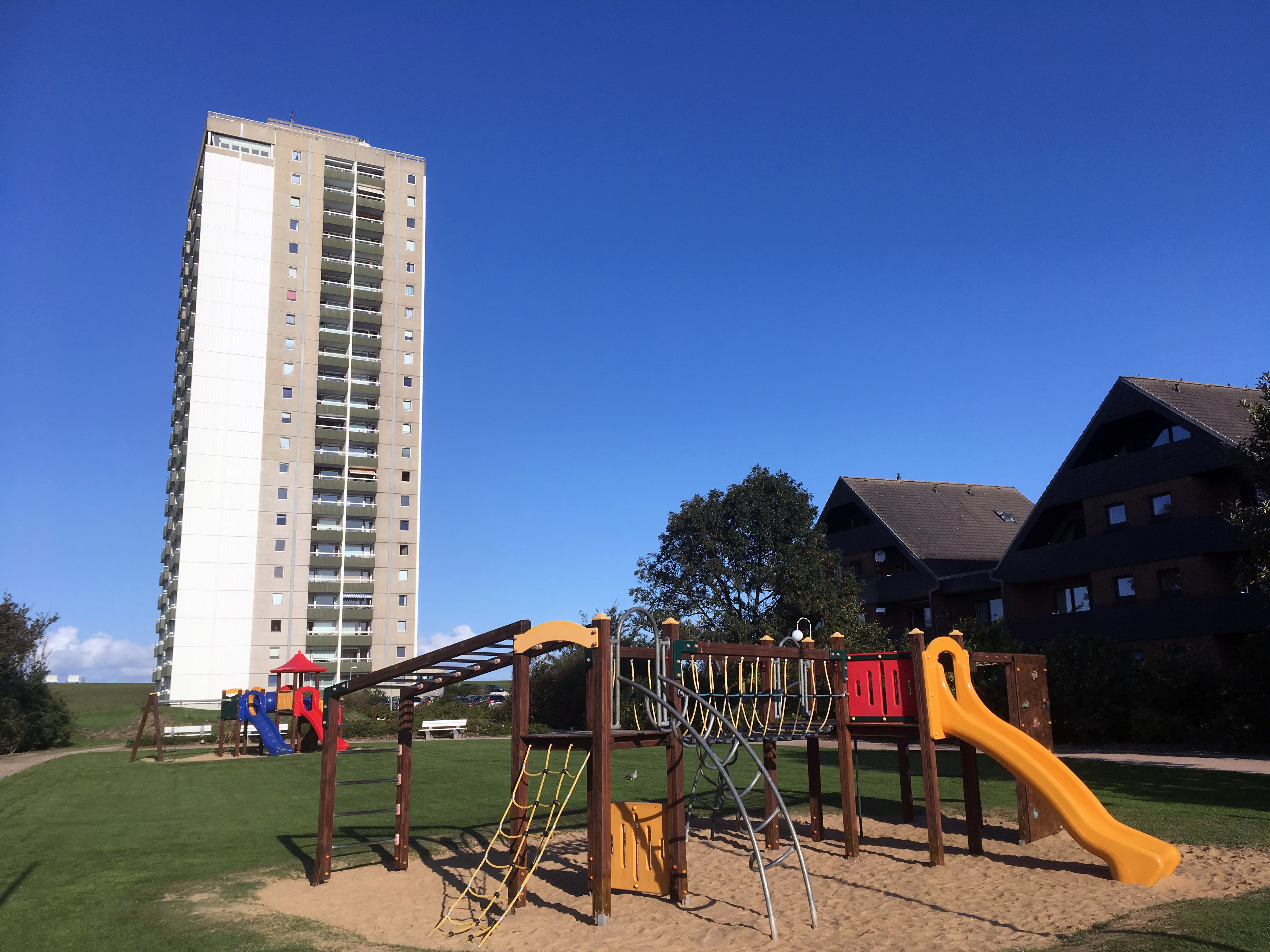
Speelterrein in het kuurpark; op de achtergrond het 85 m hoge flatgebouw
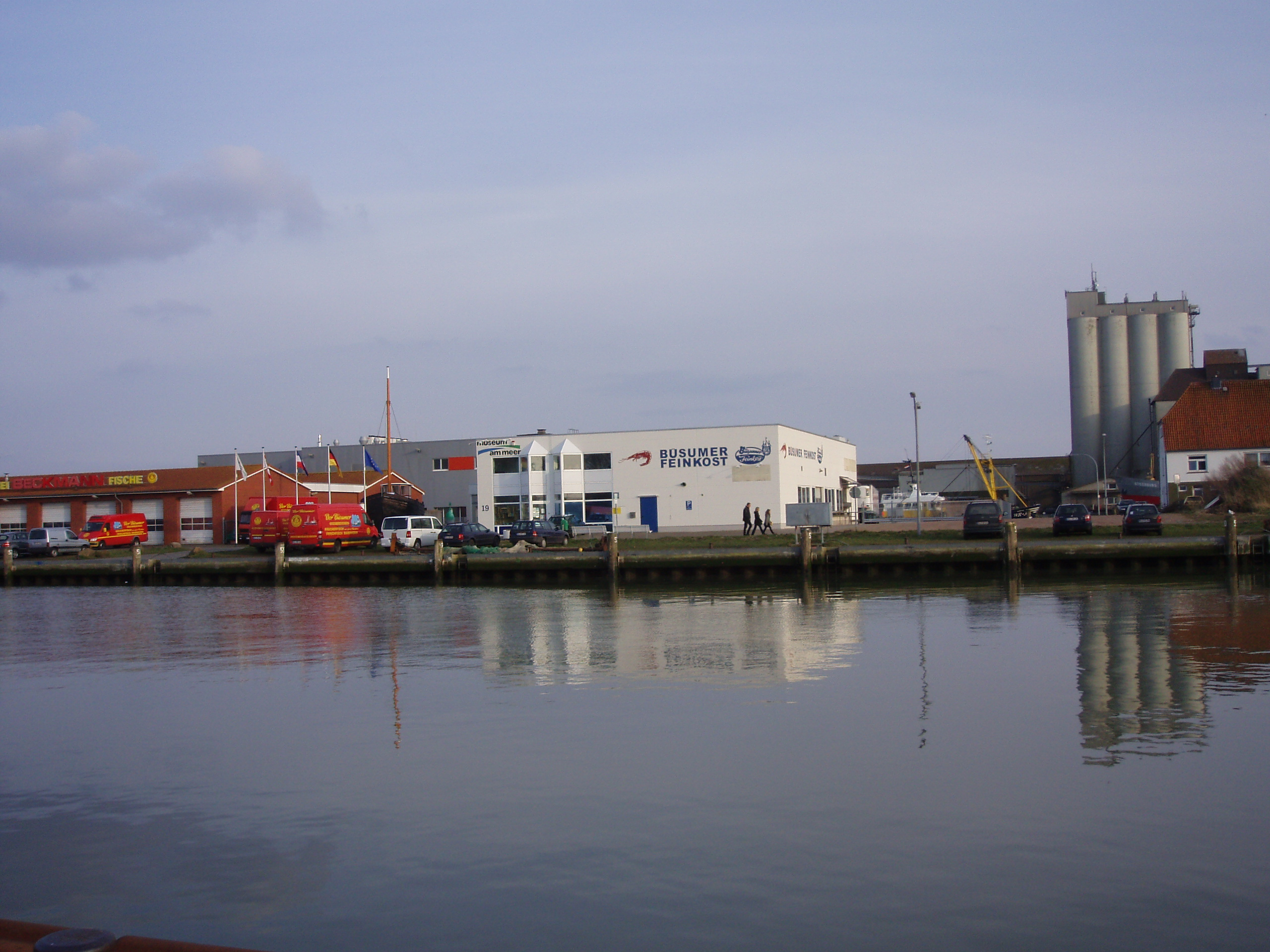
Museum am Meer
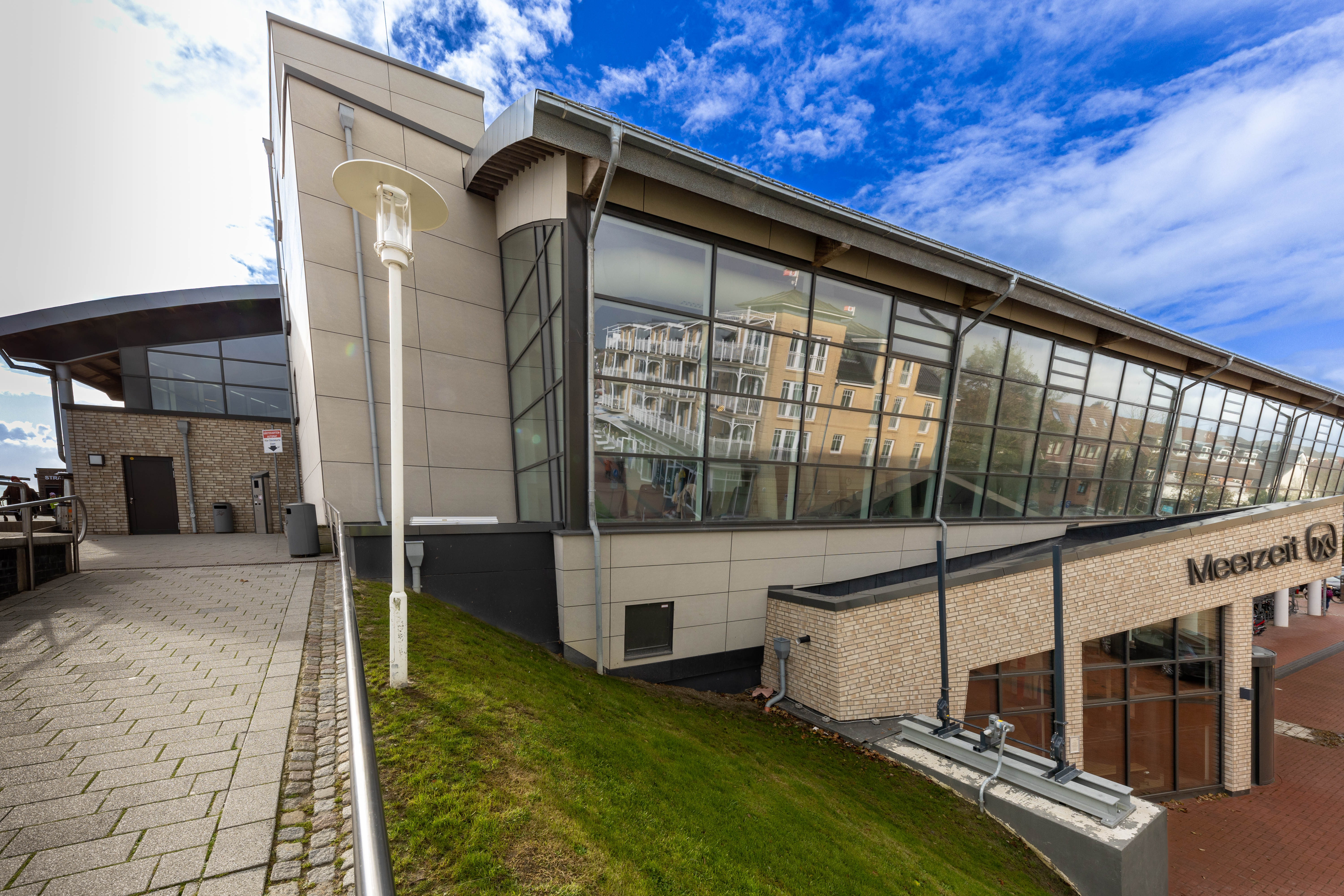
In 2023 geopend golfslagbad

- De plaats is een centrum van strandtoerisme en bezit talrijke hotels en pensions, alsmede allerlei andere faciliteiten voor badgasten. Bijzonder is, dat er af en toe wadlooptochten onder begeleiding van blaasmuziek worden georganiseerd.
- De evangelisch-lutherse St. Clemenskerk werd in 1442 op een terp gebouwd en gewijd aan Paus Clemens I, beschermheilige van o.a. zeelieden tegen storm. Ze staat op de ruïne van een ouder, door brand verwoest godshuis. Een nog eerder kerkgebouw op deze plek ging verloren bij de Sint-Marcellusvloed (1362).
- Het kuurpark
- Tussen enige visverwerkende bedrijven staat aan de waterkant het Museum am Meer, dat de geschiedenis van de garnalenvisserij en het toerisme in Büsum behandelt.

## Partnersteden
Er bestaan jumelages tussen Büsum en:
- Kühlungsborn, Mecklenburg-Vorpommern
- Camaret-sur-Mer, Frankrijk (sedert 1966)

## Trivia
Markant, omdat het van verre te zien is, en erg afsteekt tegen de lage bebouwing en het vlakke land eromheen, is het in 1972 in opdracht van een projectontwikkelaar uit Hamburg gebouwde, 85 meter hoge flatgebouw in Büsum. Het bevat bijna 200 woonappartementen, verdeeld over 22 etages.
- Gemeinsame Normdatei: 4008837-6
- Library of Congress Control Number: n83025679
- Nationale Bibliotheek van Israël: 987007566945605171
- Virtual International Authority File: 136688603
- WorldCat: E39PBJtxk7bKKG4qcfwFrrdmh3

Albersdorf ·
Arkebek ·
Averlak ·
Bargenstedt ·
Barkenholm ·
Barlt ·
Bergewöhrden ·
Brickeln ·
Brunsbüttel ·
Buchholz ·
Bunsoh ·
Burg (Dithmarschen) ·
Busenwurth ·
Büsum ·
Büsumer Deichhausen ·
Dellstedt ·
Delve ·
Diekhusen-Fahrstedt ·
Dingen ·
Dörpling ·
Eddelak ·
Eggstedt ·
Elpersbüttel ·
Epenwöhrden ·
Fedderingen ·
Frestedt ·
Friedrichsgabekoog ·
Friedrichskoog ·
Gaushorn ·
Glüsing ·
Großenrade ·
Groven ·
Gudendorf ·
Hedwigenkoog ·
Heide ·
Hellschen-Heringsand-Unterschaar ·
Helse ·
Hemme ·
Hemmingstedt ·
Hennstedt ·
Hillgroven ·
Hochdonn ·
Hollingstedt ·
Hövede ·
Immenstedt ·
Kaiser-Wilhelm-Koog ·
Karolinenkoog ·
Kleve ·
Krempel ·
Kronprinzenkoog ·
Krumstedt ·
Kuden ·
Lehe ·
Lieth ·
Linden ·
Lohe-Rickelshof ·
Lunden ·
Marnerdeich ·
Marne ·
Meldorf ·
Neuenkirchen ·
Neufeld ·
Neufelderkoog ·
Nindorf ·
Norddeich ·
Norderheistedt ·
Nordermeldorf ·
Norderwöhrden ·
Nordhastedt ·
Odderade ·
Oesterdeichstrich ·
Oesterwurth ·
Offenbüttel ·
Osterrade ·
Ostrohe ·
Pahlen ·
Quickborn ·
Ramhusen ·
Rehm-Flehde-Bargen ·
Reinsbüttel ·
Sankt Annen ·
Sankt Michaelisdonn ·
Sarzbüttel ·
Schafstedt ·
Schalkholz ·
Schlichting ·
Schmedeswurth ·
Schrum ·
Schülp ·
Stelle-Wittenwurth ·
Strübbel ·
Süderdeich ·
Süderdorf ·
Süderhastedt ·
Süderheistedt ·
Tellingstedt ·
Tensbüttel-Röst ·
Tielenhemme ·
Trennewurth ·
Volsemenhusen ·
Wallen ·
Warwerort ·
Weddingstedt ·
Welmbüttel ·
Wennbüttel ·
Wesselburen ·
Wesselburener Deichhausen ·
Wesselburenerkoog ·
Wesseln ·
Westerborstel ·
Westerdeichstrich ·
Wiemerstedt ·
Windbergen ·
Wöhrden ·
Wolmersdorf ·
Wrohm